# Campionato del mondo endurance 2024
Il Campionato del mondo endurance 2024 è stata la dodicesima stagione del Campionato del mondo endurance, una serie di corse automobilistiche organizzata dalla Federazione Internazionale dell'Automobile (FIA) e dall'Automobile Club de l'Ouest (ACO). Il campionato è iniziato il 2 marzo sul circuito di Losail e si è concluso il 2 novembre in Bahrein.
Da quest'anno la classe LMP2 è stata cancellata e il campionato è formato da due classi. La prima, la Classe Hypercar, è riservata ai prototipi con le specifiche LMH e LMDh; la seconda classe è riservata alle vetture LMGT3, che sostituiscono le precedenti LMGTE.

## Calendario
Il 9 giugno 2023, durante la settimana della 24 Ore di Le Mans, fu annunciato il calendario per la stagione 2024. Il prologo si sarebbe dovuto tenere il 24 e 25 febbraio, ma a causa di ritardi venne spostato di due giorni.
| Gara | Evento                     | Circuito                      | Sede                          | Data             |
| ---- | -------------------------- | ----------------------------- | ----------------------------- | ---------------- |
| -    | Prologo                    | Circuito di Lusail            | Lusail, Qatar                 | 26 e 27 febbraio |
| 1    | 1812 km del Qatar          | Circuito di Lusail            | Lusail, Qatar                 | 2 marzo          |
| 2    | 6 Ore di Imola             | Autodromo Enzo e Dino Ferrari | Imola, Italia                 | 21 aprile        |
| 3    | 6 Ore di Spa-Francorchamps | Circuito di Spa-Francorchamps | Stavelot, Belgio              | 11 maggio        |
| 4    | 24 Ore di Le Mans          | Circuit des 24 Heures du Mans | Le Mans, Francia              | 15-16 giugno     |
| 5    | 6 Ore di San Paolo         | Circuito di Interlagos        | São Paulo, Brasile            | 14 luglio        |
| 6    | Lone Star Le Mans          | Circuito delle Americhe       | Austin, Stati Uniti d'America | 1º settembre     |
| 7    | 6 Ore del Fuji             | Circuito del Fuji             | Oyama, Giappone               | 15 settembre     |
| 8    | 8 Ore del Bahrain          | Bahrain International Circuit | Sakhir, Bahrain               | 2 novembre       |

## Scuderie e piloti

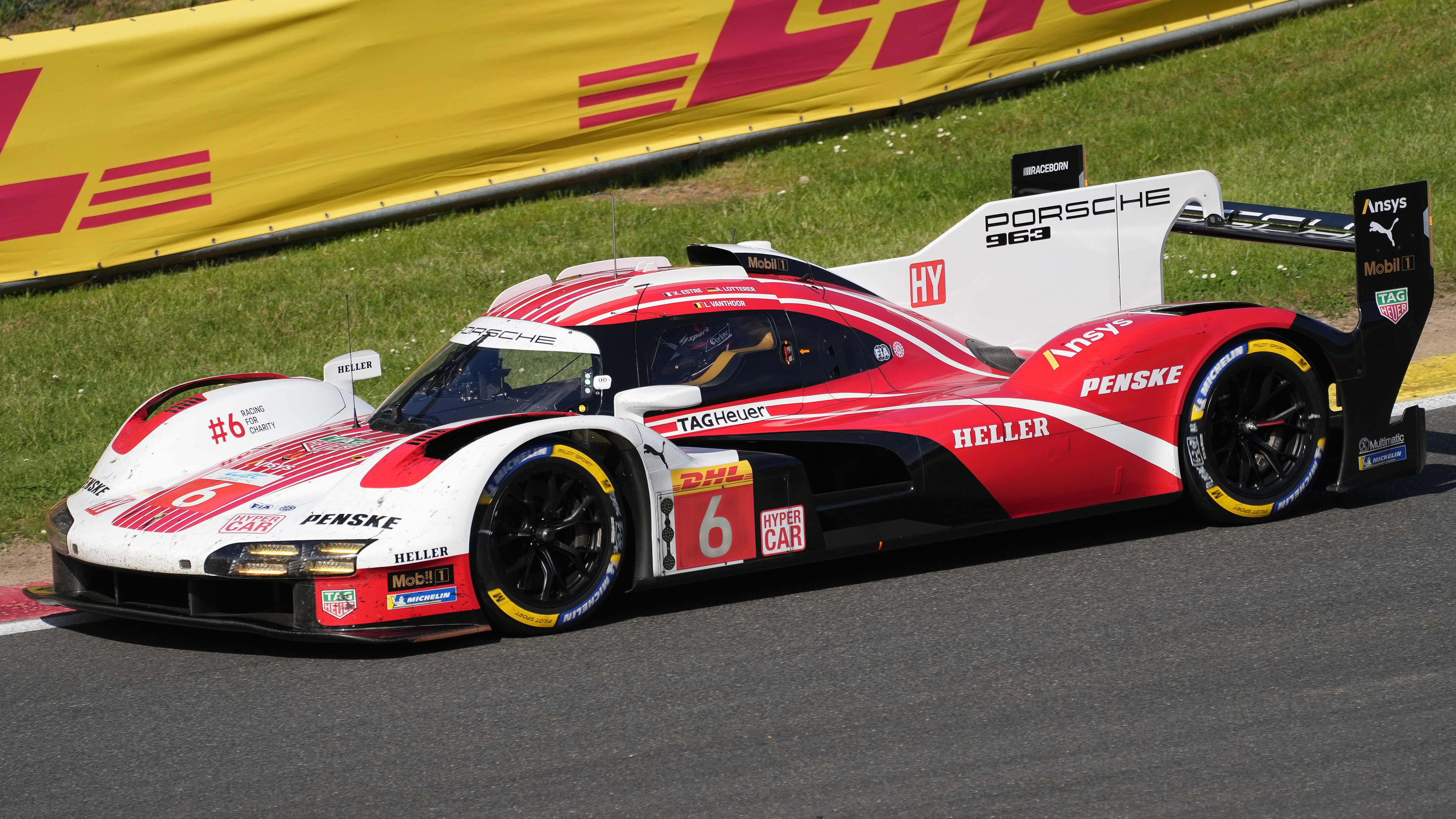
I piloti della Porsche n. 6 del Team Penske sono i vincitori del Campionato Piloti.

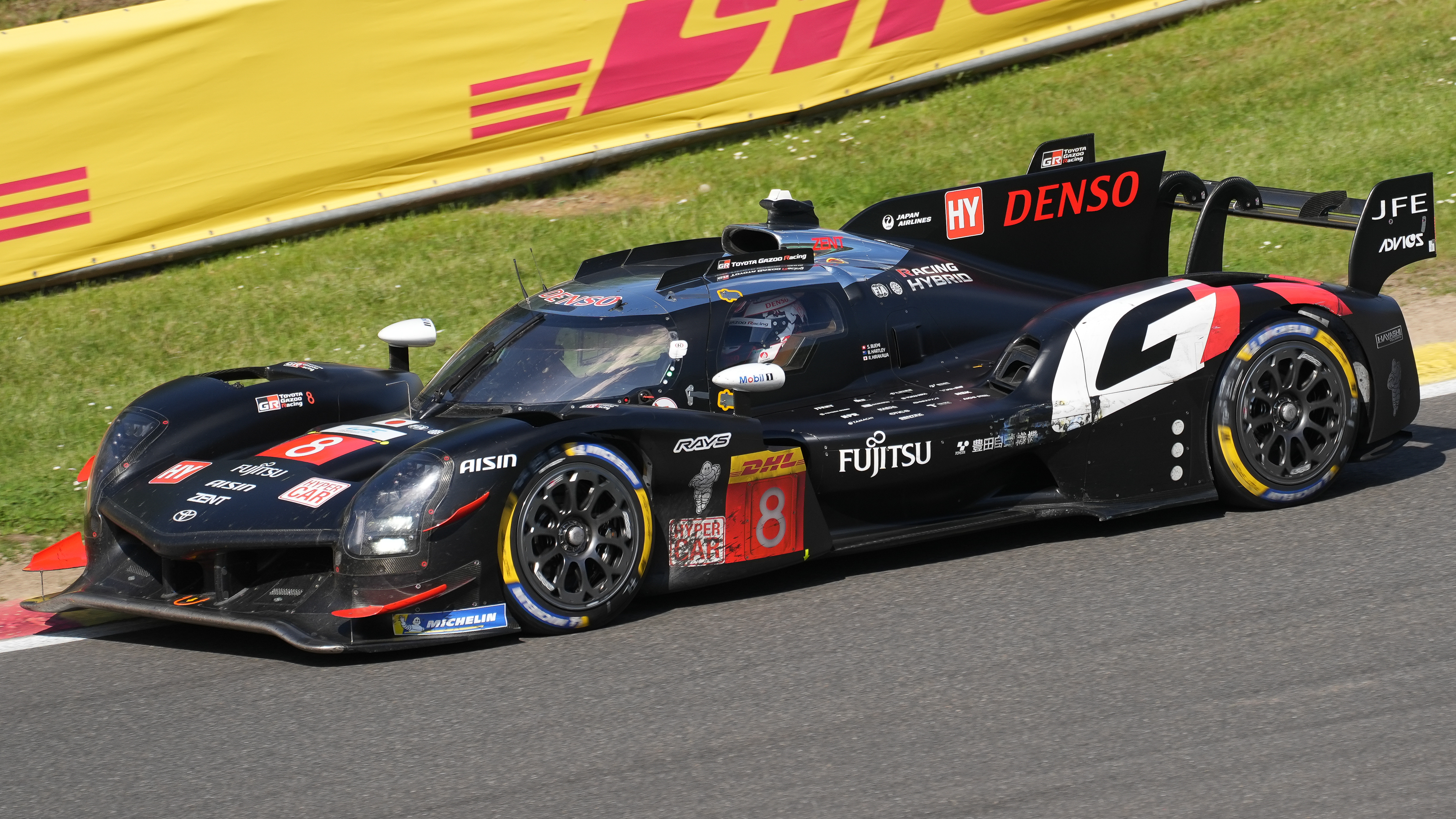
La Toyota GR010 Hybrid con cui Toyota Gazoo Racing ha vinto il settimo titolo mondiale.

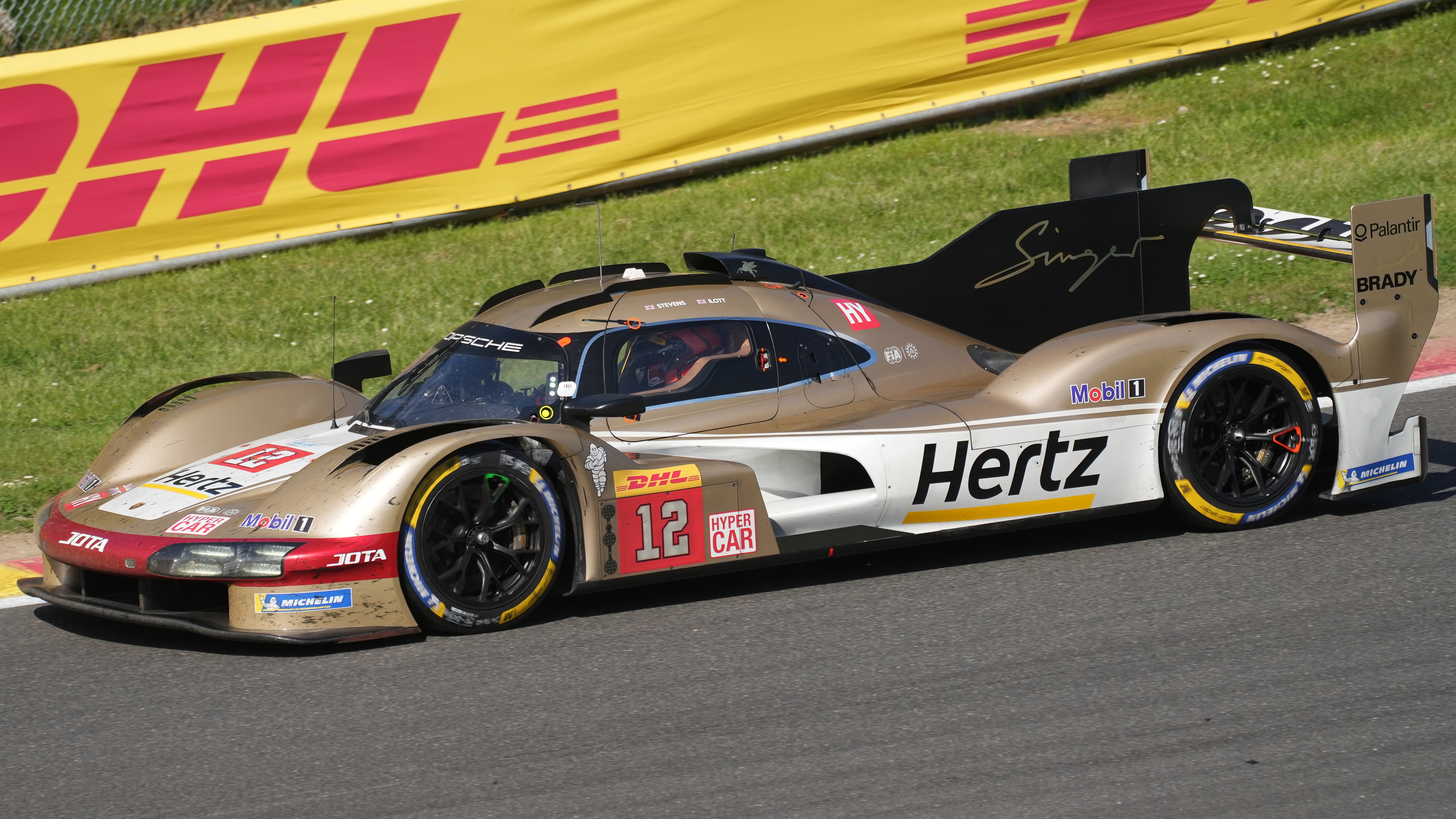
La Porsche 963 della squadra Hertz Team Jota n. 12 è stata incoronata campione della FIA World Cup.

### Classe Hypercar
| Scuderia                  | Vettura                       | Motore                         | Pneumatici | #  | Piloti                | Licenza | Gare        |
| ------------------------- | ----------------------------- | ------------------------------ | ---------- | -- | --------------------- | ------- | ----------- |
| Cadillac Racing           | Cadillac V-Series.R           | Cadillac LMC55R 5.5 L V8       | M          | 2  | Earl Bamber           | P       | Tutte       |
| Cadillac Racing           | Cadillac V-Series.R           | Cadillac LMC55R 5.5 L V8       | M          | 2  | Alex Lynn             | P       | Tutte       |
| Cadillac Racing           | Cadillac V-Series.R           | Cadillac LMC55R 5.5 L V8       | M          | 2  | Sébastien Bourdais    | P       | 1, 8        |
| Cadillac Racing           | Cadillac V-Series.R           | Cadillac LMC55R 5.5 L V8       | M          | 2  | Álex Palou            | P       | 4           |
| Porsche Penske Motorsport | Porsche 963                   | Porsche 9RD 4.6 L Turbo V8     | M          | 5  | Matt Campbell         | P       | Tutte       |
| Porsche Penske Motorsport | Porsche 963                   | Porsche 9RD 4.6 L Turbo V8     | M          | 5  | Michael Christensen   | P       | Tutte       |
| Porsche Penske Motorsport | Porsche 963                   | Porsche 9RD 4.6 L Turbo V8     | M          | 5  | Frédéric Makowiecki   | P       | Tutte       |
| Porsche Penske Motorsport | Porsche 963                   | Porsche 9RD 4.6 L Turbo V8     | M          | 6  | Kévin Estre           | P       | Tutte       |
| Porsche Penske Motorsport | Porsche 963                   | Porsche 9RD 4.6 L Turbo V8     | M          | 6  | André Lotterer        | P       | Tutte       |
| Porsche Penske Motorsport | Porsche 963                   | Porsche 9RD 4.6 L Turbo V8     | M          | 6  | Laurens Vanthoor      | P       | Tutte       |
| Toyota Gazoo Racing       | Toyota GR010 Hybrid           | Toyota H8909 3.5 L Turbo V6    | M          | 7  | Nyck de Vries         | P       | Tutte       |
| Toyota Gazoo Racing       | Toyota GR010 Hybrid           | Toyota H8909 3.5 L Turbo V6    | M          | 7  | Kamui Kobayashi       | P       | Tutte       |
| Toyota Gazoo Racing       | Toyota GR010 Hybrid           | Toyota H8909 3.5 L Turbo V6    | M          | 7  | Mike Conway           | P       | 1-3, 5-8    |
| Toyota Gazoo Racing       | Toyota GR010 Hybrid           | Toyota H8909 3.5 L Turbo V6    | M          | 7  | José María López      | P       | 4           |
| Toyota Gazoo Racing       | Toyota GR010 Hybrid           | Toyota H8909 3.5 L Turbo V6    | M          | 8  | Sébastien Buemi       | P       | Tutte       |
| Toyota Gazoo Racing       | Toyota GR010 Hybrid           | Toyota H8909 3.5 L Turbo V6    | M          | 8  | Brendon Hartley       | P       | Tutte       |
| Toyota Gazoo Racing       | Toyota GR010 Hybrid           | Toyota H8909 3.5 L Turbo V6    | M          | 8  | Ryō Hirakawa          | P       | Tutte       |
| Isotta Fraschini          | Isotta Fraschini Tipo 6 LMH-C | HWA 3.0 L Turbo V6             | M          | 11 | Carl Wattana Bennett  | S       | 1-5         |
| Isotta Fraschini          | Isotta Fraschini Tipo 6 LMH-C | HWA 3.0 L Turbo V6             | M          | 11 | Antonio Serravalle    | S       | 1-5         |
| Isotta Fraschini          | Isotta Fraschini Tipo 6 LMH-C | HWA 3.0 L Turbo V6             | M          | 11 | Jean-Karl Vernay      | P       | 1-5         |
| Hertz Team Jota           | Porsche 963                   | Porsche 9RD 4.6 L Turbo V8     | M          | 12 | Callum Ilott          | P       | Tutte       |
| Hertz Team Jota           | Porsche 963                   | Porsche 9RD 4.6 L Turbo V8     | M          | 12 | Will Stevens          | P       | Tutte       |
| Hertz Team Jota           | Porsche 963                   | Porsche 9RD 4.6 L Turbo V8     | M          | 12 | Norman Nato           | G       | 1-2, 4-8    |
| Hertz Team Jota           | Porsche 963                   | Porsche 9RD 4.6 L Turbo V8     | M          | 38 | Jenson Button         | P       | Tutte       |
| Hertz Team Jota           | Porsche 963                   | Porsche 9RD 4.6 L Turbo V8     | M          | 38 | Philip Hanson         | G       | Tutte       |
| Hertz Team Jota           | Porsche 963                   | Porsche 9RD 4.6 L Turbo V8     | M          | 38 | Oliver Rasmussen      | G       | Tutte       |
| BMW M Team WRT            | BMW M Hybrid V8               | BMW P66/3 4.0 L Turbo V8       | M          | 15 | Raffaele Marciello    | P       | Tutte       |
| BMW M Team WRT            | BMW M Hybrid V8               | BMW P66/3 4.0 L Turbo V8       | M          | 15 | Dries Vanthoor        | P       | Tutte       |
| BMW M Team WRT            | BMW M Hybrid V8               | BMW P66/3 4.0 L Turbo V8       | M          | 15 | Marco Wittmann        | P       | Tutte       |
| BMW M Team WRT            | BMW M Hybrid V8               | BMW P66/3 4.0 L Turbo V8       | M          | 20 | Robin Frijns          | P       | Tutte       |
| BMW M Team WRT            | BMW M Hybrid V8               | BMW P66/3 4.0 L Turbo V8       | M          | 20 | René Rast             | P       | Tutte       |
| BMW M Team WRT            | BMW M Hybrid V8               | BMW P66/3 4.0 L Turbo V8       | M          | 20 | Sheldon van der Linde | P       | Tutte       |
| Alpine Endurance Team     | Alpine A424                   | Mecachrome V634 3.4 L Turbo V6 | M          | 35 | Paul-Loup Chatin      | G       | 1-6, 8      |
| Alpine Endurance Team     | Alpine A424                   | Mecachrome V634 3.4 L Turbo V6 | M          | 35 | Ferdinand Habsburg    | G       | 1, 4-8      |
| Alpine Endurance Team     | Alpine A424                   | Mecachrome V634 3.4 L Turbo V6 | M          | 35 | Jules Gounon          | P       | 2–3, 7–8    |
| Alpine Endurance Team     | Alpine A424                   | Mecachrome V634 3.4 L Turbo V6 | M          | 35 | Charles Milesi        | G       | 1–7         |
| Alpine Endurance Team     | Alpine A424                   | Mecachrome V634 3.4 L Turbo V6 | M          | 36 | Charles Milesi        | G       | 8           |
| Alpine Endurance Team     | Alpine A424                   | Mecachrome V634 3.4 L Turbo V6 | M          | 36 | Mick Schumacher       | P       | Tutte       |
| Alpine Endurance Team     | Alpine A424                   | Mecachrome V634 3.4 L Turbo V6 | M          | 36 | Matthieu Vaxivière    | G       | Tutte       |
| Alpine Endurance Team     | Alpine A424                   | Mecachrome V634 3.4 L Turbo V6 | M          | 36 | Nicolas Lapierre      | P       | 1-7         |
| Ferrari AF Corse          | Ferrari 499P                  | Ferrari F163 3.0 L Turbo V6    | M          | 50 | Antonio Fuoco         | P       | Tutte       |
| Ferrari AF Corse          | Ferrari 499P                  | Ferrari F163 3.0 L Turbo V6    | M          | 50 | Miguel Molina         | P       | Tutte       |
| Ferrari AF Corse          | Ferrari 499P                  | Ferrari F163 3.0 L Turbo V6    | M          | 50 | Nicklas Nielsen       | P       | Tutte       |
| Ferrari AF Corse          | Ferrari 499P                  | Ferrari F163 3.0 L Turbo V6    | M          | 51 | James Calado          | P       | Tutte       |
| Ferrari AF Corse          | Ferrari 499P                  | Ferrari F163 3.0 L Turbo V6    | M          | 51 | Antonio Giovinazzi    | P       | Tutte       |
| Ferrari AF Corse          | Ferrari 499P                  | Ferrari F163 3.0 L Turbo V6    | M          | 51 | Alessandro Pier Guidi | P       | Tutte       |
| Lamborghini Iron Lynx     | Lamborghini SC63              | Lamborghini 3.8 L Turbo V8     | M          | 63 | Mirko Bortolotti      | P       | Tutte       |
| Lamborghini Iron Lynx     | Lamborghini SC63              | Lamborghini 3.8 L Turbo V8     | M          | 63 | Daniil Kvjat          | P       | Tutte       |
| Lamborghini Iron Lynx     | Lamborghini SC63              | Lamborghini 3.8 L Turbo V8     | M          | 63 | Edoardo Mortara       | P       | 1-2, 4-8    |
| Lamborghini Iron Lynx     | Lamborghini SC63              | Lamborghini 3.8 L Turbo V8     | M          | 63 | Andrea Caldarelli     | P       | 3           |
| AF Corse                  | Ferrari 499P                  | Ferrari F163 3.0 L Turbo V6    | M          | 83 | Robert Kubica         | P       | Tutte       |
| AF Corse                  | Ferrari 499P                  | Ferrari F163 3.0 L Turbo V6    | M          | 83 | Robert Švarcman       | P       | Tutte       |
| AF Corse                  | Ferrari 499P                  | Ferrari F163 3.0 L Turbo V6    | M          | 83 | Ye Yifei              | G       | Tutte       |
| Peugeot TotalEnergies     | Peugeot 9X8                   | Peugeot X6H 2.6 L Turbo V6     | M          | 93 | Mikkel Jensen         | P       | Tutte       |
| Peugeot TotalEnergies     | Peugeot 9X8                   | Peugeot X6H 2.6 L Turbo V6     | M          | 93 | Nico Müller           | P       | Tutte       |
| Peugeot TotalEnergies     | Peugeot 9X8                   | Peugeot X6H 2.6 L Turbo V6     | M          | 93 | Jean-Éric Vergne      | P       | 1-2, 4-8    |
| Peugeot TotalEnergies     | Peugeot 9X8                   | Peugeot X6H 2.6 L Turbo V6     | M          | 94 | Paul di Resta         | P       | Tutte       |
| Peugeot TotalEnergies     | Peugeot 9X8                   | Peugeot X6H 2.6 L Turbo V6     | M          | 94 | Loïc Duval            | P       | Tutte       |
| Peugeot TotalEnergies     | Peugeot 9X8                   | Peugeot X6H 2.6 L Turbo V6     | M          | 94 | Stoffel Vandoorne     | P       | 1-2, 4-8    |
| Proton Competition        | Porsche 963                   | Porsche 9RD 4.6 L Turbo V8     | M          | 99 | Julien Andlauer       | G       | Tutte       |
| Proton Competition        | Porsche 963                   | Porsche 9RD 4.6 L Turbo V8     | M          | 99 | Neel Jani             | P       | Tutte       |
| Proton Competition        | Porsche 963                   | Porsche 9RD 4.6 L Turbo V8     | M          | 99 | Harry Tincknell       | P       | 1-2, 4, 6-8 |

- Licenze FIA controllate dal sito FIA - Driver categorisation

### Classe LMGT3

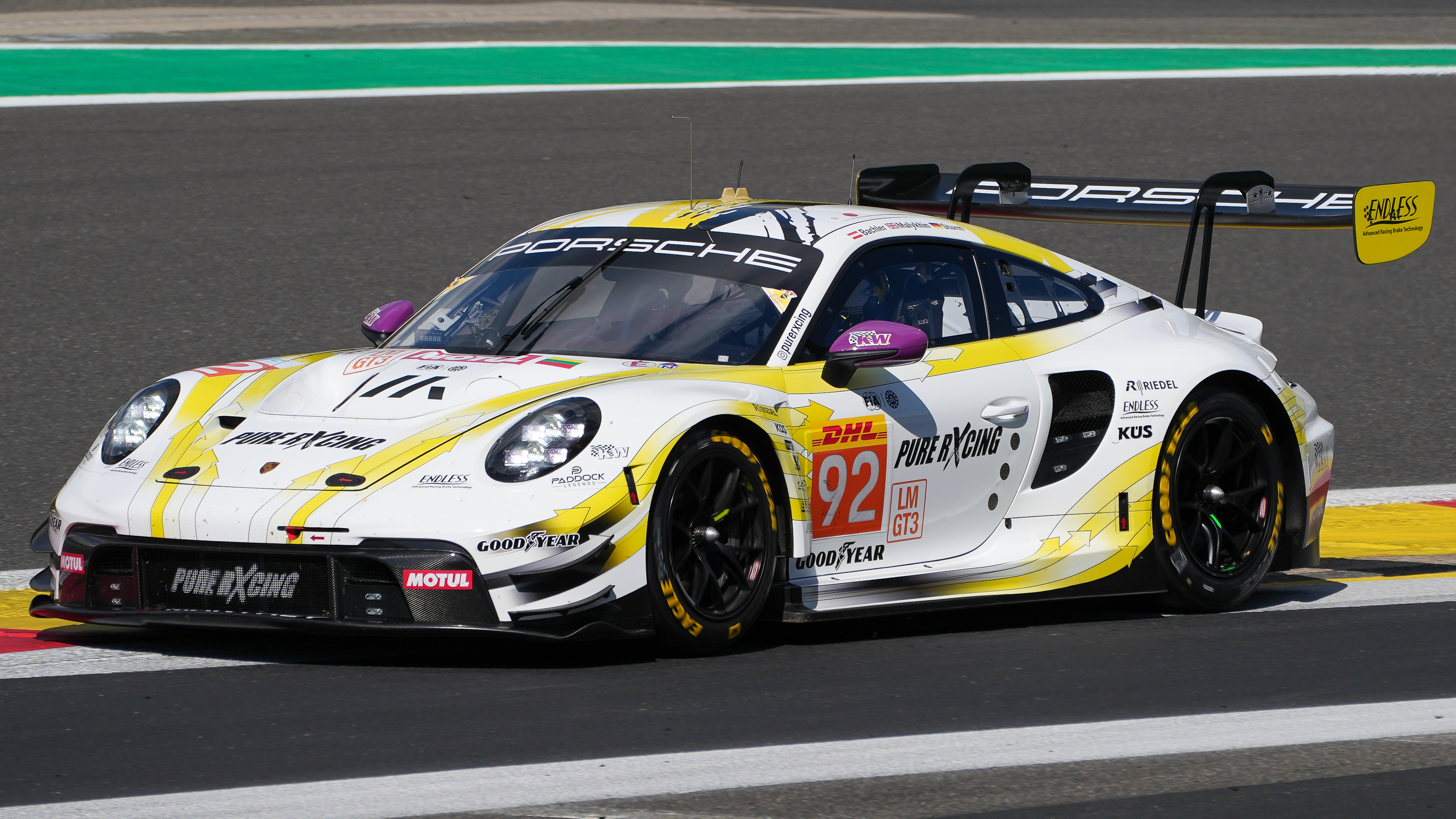
La Porsche 911 GT3 R (992) #92 vincitrice della classe LMGT3.

| Scuderia             | Vettura                       | Motore                           | Pneumatici | #   | Piloti                | Licenza | Gare     |
| -------------------- | ----------------------------- | -------------------------------- | ---------- | --- | --------------------- | ------- | -------- |
| Heart of Racing Team | Aston Martin Vantage GT3 Evo  | Aston Martin M177 4.0 L Turbo V8 | G          | 27  | Ian James             | B       | Tutte    |
| Heart of Racing Team | Aston Martin Vantage GT3 Evo  | Aston Martin M177 4.0 L Turbo V8 | G          | 27  | Daniel Mancinelli     | S       | Tutte    |
| Heart of Racing Team | Aston Martin Vantage GT3 Evo  | Aston Martin M177 4.0 L Turbo V8 | G          | 27  | Alex Riberas          | G       | Tutte    |
| Team WRT             | BMW M4 GT3                    | BMW P58 3.0 L Turbo I6           | G          | 31  | Augusto Farfus        | P       | Tutte    |
| Team WRT             | BMW M4 GT3                    | BMW P58 3.0 L Turbo I6           | G          | 31  | Sean Gelael           | S       | Tutte    |
| Team WRT             | BMW M4 GT3                    | BMW P58 3.0 L Turbo I6           | G          | 31  | Darren Leung          | B       | Tutte    |
| Team WRT             | BMW M4 GT3                    | BMW P58 3.0 L Turbo I6           | G          | 46  | Ahmad Al Harthy       | B       | Tutte    |
| Team WRT             | BMW M4 GT3                    | BMW P58 3.0 L Turbo I6           | G          | 46  | Maxime Martin         | P       | Tutte    |
| Team WRT             | BMW M4 GT3                    | BMW P58 3.0 L Turbo I6           | G          | 46  | Valentino Rossi       | S       | Tutte    |
| Vista AF Corse       | Ferrari 296 GT3               | Ferrari F163CE 3.0 L Turbo V6    | G          | 54  | Francesco Castellacci | S       | Tutte    |
| Vista AF Corse       | Ferrari 296 GT3               | Ferrari F163CE 3.0 L Turbo V6    | G          | 54  | Thomas Flohr          | B       | Tutte    |
| Vista AF Corse       | Ferrari 296 GT3               | Ferrari F163CE 3.0 L Turbo V6    | G          | 54  | Davide Rigon          | P       | Tutte    |
| Vista AF Corse       | Ferrari 296 GT3               | Ferrari F163CE 3.0 L Turbo V6    | G          | 55  | François Heriau       | B       | Tutte    |
| Vista AF Corse       | Ferrari 296 GT3               | Ferrari F163CE 3.0 L Turbo V6    | G          | 55  | Simon Mann            | S       | Tutte    |
| Vista AF Corse       | Ferrari 296 GT3               | Ferrari F163CE 3.0 L Turbo V6    | G          | 55  | Alessio Rovera        | P       | Tutte    |
| United Autosports    | McLaren 720S GT3 Evo          | McLaren M840T 4.0 L Turbo V8     | G          | 59  | Nicolas Costa         | S       | Tutte    |
| United Autosports    | McLaren 720S GT3 Evo          | McLaren M840T 4.0 L Turbo V8     | G          | 59  | James Cottingham      | B       | Tutte    |
| United Autosports    | McLaren 720S GT3 Evo          | McLaren M840T 4.0 L Turbo V8     | G          | 59  | Grégoire Saucy        | G       | Tutte    |
| United Autosports    | McLaren 720S GT3 Evo          | McLaren M840T 4.0 L Turbo V8     | G          | 95  | Nico Pino             | S       | Tutte    |
| United Autosports    | McLaren 720S GT3 Evo          | McLaren M840T 4.0 L Turbo V8     | G          | 95  | Marino Satō           | G       | Tutte    |
| United Autosports    | McLaren 720S GT3 Evo          | McLaren M840T 4.0 L Turbo V8     | G          | 95  | Josh Caygill          | B       | 1–3, 5–8 |
| United Autosports    | McLaren 720S GT3 Evo          | McLaren M840T 4.0 L Turbo V8     | G          | 95  | Hiroshi Hamaguchi     | B       | 4        |
| Iron Lynx            | Lamborghini Huracán GT3 Evo 2 | Lamborghini DGF 5.2 L V10        | G          | 60  | Matteo Cressoni       | S       | Tutte    |
| Iron Lynx            | Lamborghini Huracán GT3 Evo 2 | Lamborghini DGF 5.2 L V10        | G          | 60  | Claudio Schiavoni     | B       | Tutte    |
| Iron Lynx            | Lamborghini Huracán GT3 Evo 2 | Lamborghini DGF 5.2 L V10        | G          | 60  | Franck Perera         | P       | Tutte    |
| Iron Dames           | Lamborghini Huracán GT3 Evo 2 | Lamborghini DGF 5.2 L V10        | G          | 85  | Sara Bovy             | B       | Tutte    |
| Iron Dames           | Lamborghini Huracán GT3 Evo 2 | Lamborghini DGF 5.2 L V10        | G          | 85  | Michelle Gatting      | G       | Tutte    |
| Iron Dames           | Lamborghini Huracán GT3 Evo 2 | Lamborghini DGF 5.2 L V10        | G          | 85  | Doriane Pin           | S       | 1–2      |
| Iron Dames           | Lamborghini Huracán GT3 Evo 2 | Lamborghini DGF 5.2 L V10        | G          | 85  | Rahel Frey            | S       | 3–8      |
| Proton Competition   | Ford Mustang GT3              | Ford Coyote 5.4 L V8             | G          | 77  | Ben Barker            | G       | Tutte    |
| Proton Competition   | Ford Mustang GT3              | Ford Coyote 5.4 L V8             | G          | 77  | Ryan Hardwick         | B       | Tutte    |
| Proton Competition   | Ford Mustang GT3              | Ford Coyote 5.4 L V8             | G          | 77  | Zacharie Robichon     | S       | Tutte    |
| Proton Competition   | Ford Mustang GT3              | Ford Coyote 5.4 L V8             | G          | 88  | Dennis Olsen          | P       | Tutte    |
| Proton Competition   | Ford Mustang GT3              | Ford Coyote 5.4 L V8             | G          | 88  | Mikkel O. Pedersen    | S       | 1–7      |
| Proton Competition   | Ford Mustang GT3              | Ford Coyote 5.4 L V8             | G          | 88  | Giorgio Roda          | B       | 1–4, 8   |
| Proton Competition   | Ford Mustang GT3              | Ford Coyote 5.4 L V8             | G          | 88  | Christian Ried        | B       | 5, 7     |
| Proton Competition   | Ford Mustang GT3              | Ford Coyote 5.4 L V8             | G          | 88  | Ben Keating           | B       | 6        |
| Proton Competition   | Ford Mustang GT3              | Ford Coyote 5.4 L V8             | G          | 88  | Giammarco Levorato    | S       | 8        |
| Akkodis ASP Team     | Lexus RC F GT3                | Toyota 2UR-GSE 5.0 L V8          | G          | 78  | Arnold Robin          | B       | Tutte    |
| Akkodis ASP Team     | Lexus RC F GT3                | Toyota 2UR-GSE 5.0 L V8          | G          | 78  | Kelvin van der Linde  | P       | 1-2, 4-8 |
| Akkodis ASP Team     | Lexus RC F GT3                | Toyota 2UR-GSE 5.0 L V8          | G          | 78  | Timur Boguslavskiy    | S       | 1-2, 4   |
| Akkodis ASP Team     | Lexus RC F GT3                | Toyota 2UR-GSE 5.0 L V8          | G          | 78  | Clemens Schmid        | S       | 3, 5-7   |
| Akkodis ASP Team     | Lexus RC F GT3                | Toyota 2UR-GSE 5.0 L V8          | G          | 78  | Ritomo Miyata         | P       | 3        |
| Akkodis ASP Team     | Lexus RC F GT3                | Toyota 2UR-GSE 5.0 L V8          | G          | 78  | Conrad Laursen        | S       | 8        |
| Akkodis ASP Team     | Lexus RC F GT3                | Toyota 2UR-GSE 5.0 L V8          | G          | 87  | Takeshi Kimura        | B       | Tutte    |
| Akkodis ASP Team     | Lexus RC F GT3                | Toyota 2UR-GSE 5.0 L V8          | G          | 87  | Esteban Masson        | S       | Tutte    |
| Akkodis ASP Team     | Lexus RC F GT3                | Toyota 2UR-GSE 5.0 L V8          | G          | 87  | José María López      | P       | 1-3, 5-8 |
| Akkodis ASP Team     | Lexus RC F GT3                | Toyota 2UR-GSE 5.0 L V8          | G          | 87  | Jack Hawksworth       | G       | 4        |
| TF Sport             | Chevrolet Corvette Z06 GT3.R  | Chevrolet LT6 5.5 L V8           | G          | 81  | Rui Andrade           | S       | Tutte    |
| TF Sport             | Chevrolet Corvette Z06 GT3.R  | Chevrolet LT6 5.5 L V8           | G          | 81  | Charlie Eastwood      | G       | Tutte    |
| TF Sport             | Chevrolet Corvette Z06 GT3.R  | Chevrolet LT6 5.5 L V8           | G          | 81  | Tom van Rompuy        | B       | Tutte    |
| TF Sport             | Chevrolet Corvette Z06 GT3.R  | Chevrolet LT6 5.5 L V8           | G          | 82  | Sébastien Baud        | S       | Tutte    |
| TF Sport             | Chevrolet Corvette Z06 GT3.R  | Chevrolet LT6 5.5 L V8           | G          | 82  | Daniel Juncadella     | P       | Tutte    |
| TF Sport             | Chevrolet Corvette Z06 GT3.R  | Chevrolet LT6 5.5 L V8           | G          | 82  | Hiroshi Koizumi       | B       | Tutte    |
| Manthey EMA          | Porsche 911 GT3 R (992)       | Porsche M97/80 4.2 L Flat-6      | G          | 91  | Richard Lietz         | P       | Tutte    |
| Manthey EMA          | Porsche 911 GT3 R (992)       | Porsche M97/80 4.2 L Flat-6      | G          | 91  | Morris Schuring       | S       | Tutte    |
| Manthey EMA          | Porsche 911 GT3 R (992)       | Porsche M97/80 4.2 L Flat-6      | G          | 91  | Yasser Shahin         | B       | Tutte    |
| Manthey PureRxcing   | Porsche 911 GT3 R (992)       | Porsche M97/80 4.2 L Flat-6      | G          | 92  | Klaus Bachler         | P       | Tutte    |
| Manthey PureRxcing   | Porsche 911 GT3 R (992)       | Porsche M97/80 4.2 L Flat-6      | G          | 92  | Joel Sturm            | S       | Tutte    |
| Manthey PureRxcing   | Porsche 911 GT3 R (992)       | Porsche M97/80 4.2 L Flat-6      | G          | 92  | Aliaksandr Malykhin   | B       | Tutte    |
| D'Station Racing     | Aston Martin Vantage GT3 Evo  | Aston Martin M177 4.0 L Turbo V8 | G          | 777 | Erwan Bastard         | S       | Tutte    |
| D'Station Racing     | Aston Martin Vantage GT3 Evo  | Aston Martin M177 4.0 L Turbo V8 | G          | 777 | Marco Sørensen        | P       | Tutte    |
| D'Station Racing     | Aston Martin Vantage GT3 Evo  | Aston Martin M177 4.0 L Turbo V8 | G          | 777 | Clément Mateu         | B       | 1-3, 5-8 |
| D'Station Racing     | Aston Martin Vantage GT3 Evo  | Aston Martin M177 4.0 L Turbo V8 | G          | 777 | Satoshi Hoshino       | B       | 4        |

- Licenze FIA controllate dal sito FIA - Driver categorisation

## Risultati
| Gara | Evento                     | Circuito                      | Pole position                                         | Vincitori Hypercar                           | Vincitori LMGT3                                 | Resoconto |
| ---- | -------------------------- | ----------------------------- | ----------------------------------------------------- | -------------------------------------------- | ----------------------------------------------- | --------- |
| 1    | 1812 km del Qatar          | Circuito di Lusail            | #5 Porsche Penske Motorsport                          | #6 Porsche Penske Motorsport                 | #92 Manthey PureRxcing                          | Resoconto |
| 1    | 1812 km del Qatar          | Circuito di Lusail            | Matt Campbell Frédéric Makowiecki Michael Christensen | André Lotterer Kévin Estre Laurens Vanthoor  | Klaus Bachler Joel Sturm Aliaksandr Malykhin    | Resoconto |
| 2    | 6 Ore di Imola             | Autodromo Enzo e Dino Ferrari | #50 Ferrari AF Corse                                  | #7 Toyota Gazoo Racing                       | #31 Team WRT                                    | Resoconto |
| 2    | 6 Ore di Imola             | Autodromo Enzo e Dino Ferrari | Antonio Fuoco Nicklas Nielsen Miguel Molina           | Mike Conway Kamui Kobayashi Nyck de Vries    | Augusto Farfus Sean Gelael Darren Leung         | Resoconto |
| 3    | 6 Ore di Spa-Francorchamps | Circuito di Spa-Francorchamps | #5 Porsche Penske Motorsport                          | #12 Hertz Team Jota                          | #91 Manthey EMA                                 | Resoconto |
| 3    | 6 Ore di Spa-Francorchamps | Circuito di Spa-Francorchamps | Matt Campbell Frédéric Makowiecki Michael Christensen | Callum Ilott Will Stevens                    | Richard Lietz Morris Schuring Yasser Shahin     | Resoconto |
| 4    | 24 Ore di Le Mans          | Circuit des 24 Heures du Mans | #6 Porsche Penske Motorsport                          | #50 Ferrari AF Corse                         | #91 Manthey EMA                                 | Resoconto |
| 4    | 24 Ore di Le Mans          | Circuit des 24 Heures du Mans | André Lotterer Kévin Estre Laurens Vanthoor           | Antonio Fuoco Nicklas Nielsen Miguel Molina  | Richard Lietz Morris Schuring Yasser Shahin     | Resoconto |
| 5    | 6 Ore di San Paolo         | Circuito di Interlagos        | #7 Toyota Gazoo Racing                                | #8 Toyota Gazoo Racing                       | #92 Manthey PureRxcing                          | Resoconto |
| 5    | 6 Ore di San Paolo         | Circuito di Interlagos        | Mike Conway Kamui Kobayashi Nyck de Vries             | Sébastien Buemi Brendon Hartley Ryō Hirakawa | Klaus Bachler Joel Sturm Aliaksandr Malykhin    | Resoconto |
| 6    | Lone Star Le Mans          | Circuito delle Americhe       | #51 Ferrari AF Corse                                  | #83 AF Corse                                 | #27 Heart of Racing Team                        | Resoconto |
| 6    | Lone Star Le Mans          | Circuito delle Americhe       | Antonio Giovinazzi Alessandro Pier Guidi James Calado | Robert Kubica Robert Švarcman Ye Yifei       | Ian James Daniel Mancinelli Alex Riberas        | Resoconto |
| 7    | 6 Ore del Fuji             | Circuito del Fuji             | #2 Cadillac Racing                                    | #6 Porsche Penske Motorsport                 | #54 Vista AF Corse                              | Resoconto |
| 7    | 6 Ore del Fuji             | Circuito del Fuji             | Earl Bamber Alex Lynn                                 | André Lotterer Kévin Estre Laurens Vanthoor  | Francesco Castellacci Davide Rigon Thomas Flohr | Resoconto |
| 8    | 8 Ore del Bahrain          | Bahrain International Circuit | #8 Toyota Gazoo Racing                                | #8 Toyota Gazoo Racing                       | #55 Vista AF Corse                              | Resoconto |
| 8    | 8 Ore del Bahrain          | Bahrain International Circuit | Sébastien Buemi Brendon Hartley Ryō Hirakawa          | Sébastien Buemi Brendon Hartley Ryō Hirakawa | Alessio Rovera François Heriau Simon Mann       | Resoconto |

## Classifiche
| Durata | 1º | 2º | 3º | 4º | 5º | 6º | 7º | 8º | 9º | 10º | Pole |
| ------ | -- | -- | -- | -- | -- | -- | -- | -- | -- | --- | ---- |
| 6 Ore  | 25 | 18 | 15 | 12 | 10 | 8  | 6  | 4  | 2  | 1   | + 1  |
| 8 Ore  | 38 | 27 | 23 | 18 | 15 | 12 | 9  | 6  | 3  | 2   | + 1  |
| 24 Ore | 50 | 36 | 30 | 24 | 20 | 16 | 12 | 8  | 4  | 2   | + 1  |

### Classifica Piloti

#### Classifica: Hypercar
| Pos. | Pilota                | Team                      | QAT | IMO | SPA | LMS | SAP | COA | FUJ | BHR | Punti |
| ---- | --------------------- | ------------------------- | --- | --- | --- | --- | --- | --- | --- | --- | ----- |
| 1    | André Lotterer        | Porsche Penske Motorsport | 1   | 2   | 2   | 4   | 2   | 6   | 1   | 10  | 152   |
| 1    | Laurens Vanthoor      | Porsche Penske Motorsport | 1   | 2   | 2   | 4   | 2   | 6   | 1   | 10  | 152   |
| 1    | Kévin Estre           | Porsche Penske Motorsport | 1   | 2   | 2   | 4   | 2   | 6   | 1   | 10  | 152   |
| 2    | Antonio Fuoco         | Ferrari AF Corse          | 6   | 4   | 3   | 1   | 6   | 3   | 9   | 11  | 115   |
| 2    | Nicklas Nielsen       | Ferrari AF Corse          | 6   | 4   | 3   | 1   | 6   | 3   | 9   | 11  | 115   |
| 2    | Miguel Molina         | Ferrari AF Corse          | 6   | 4   | 3   | 1   | 6   | 3   | 9   | 11  | 115   |
| 3    | Nyck de Vries         | Toyota Gazoo Racing       | 5   | 1   | 7   | 2   | 4   | 2   | Rit | Rit | 113   |
| 3    | Kamui Kobayashi       | Toyota Gazoo Racing       | 5   | 1   | 7   | 2   | 4   | 2   | Rit | Rit | 113   |
| 4    | Sébastien Buemi       | Toyota Gazoo Racing       | 8   | 5   | 6   | 5   | 1   | 15  | 10  | 1   | 109   |
| 4    | Brendon Hartley       | Toyota Gazoo Racing       | 8   | 5   | 6   | 5   | 1   | 15  | 10  | 1   | 109   |
| 4    | Ryō Hirakawa          | Toyota Gazoo Racing       | 8   | 5   | 6   | 5   | 1   | 15  | 10  | 1   | 109   |
| 5    | Michael Christensen   | Porsche Penske Motorsport | 3   | 3   | Rit | 6   | 3   | 7   | Rit | 2   | 104   |
| 5    | Matt Campbell         | Porsche Penske Motorsport | 3   | 3   | Rit | 6   | 3   | 7   | Rit | 2   | 104   |
| 5    | Frédéric Makowiecki   | Porsche Penske Motorsport | 3   | 3   | Rit | 6   | 3   | 7   | Rit | 2   | 104   |
| 6    | Mike Conway           | Toyota Gazoo Racing       | 5   | 1   | 7   |     | 4   | 2   | Rit | Rit | 77    |
| 7    | Will Stevens          | Hertz Team Jota           | 2   | 14  | 1   | 8   | 18  | Rit | 5   | 13  | 70    |
| 7    | Callum Ilott          | Hertz Team Jota           | 2   | 14  | 1   | 8   | 18  | Rit | 5   | 13  | 70    |
| 8    | Alessandro Pier Guidi | Ferrari AF Corse          | 12  | 7   | 4   | 3   | 5   | Rit | Rit | 14  | 59    |
| 8    | Antonio Giovinazzi    | Ferrari AF Corse          | 12  | 7   | 4   | 3   | 5   | Rit | Rit | 14  | 59    |
| 8    | James Calado          | Ferrari AF Corse          | 12  | 7   | 4   | 3   | 5   | Rit | Rit | 14  | 59    |
| 9    | Robert Švarcman       | AF Corse                  | 4   | 8   | 8   | Rit | 11  | 1   | 12  | 8   | 57    |
| 9    | Robert Kubica         | AF Corse                  | 4   | 8   | 8   | Rit | 11  | 1   | 12  | 8   | 57    |
| 9    | Ye Yifei              | AF Corse                  | 4   | 8   | 8   | Rit | 11  | 1   | 12  | 8   | 57    |
| 10   | Norman Nato           | Hertz Team Jota           | 2   | 14  |     | 8   | 18  | Rit | 5   | 13  | 45    |
| 11   | Ferdinand Habsburg    | Alpine Endurance Team     | 7   |     |     | Rit | 12  | 5   | 7   | 4   | 43    |
| 12   | Mikkel Jensen         | Peugeot TotalEnergies     | SQ  | 9   | 10  | 12  | 8   | 12  | 4   | 3   | 42    |
| 12   | Nico Müller           | Peugeot TotalEnergies     | SQ  | 9   | 10  | 12  | 8   | 12  | 4   | 3   | 42    |
| 13   | Jean-Éric Vergne      | Peugeot TotalEnergies     | SQ  | 9   |     | 12  | 8   | 12  | 4   | 3   | 41    |
| 14   | Raffaele Marciello    | BMW M Team WRT            | 14  | 18  | 11  | Rit | 9   | 8   | 2   | 5   | 39    |
| 14   | Dries Vanthoor        | BMW M Team WRT            | 14  | 18  | 11  | Rit | 9   | 8   | 2   | 5   | 39    |
| 14   | Marco Wittmann        | BMW M Team WRT            | 14  | 18  | 11  | Rit | 9   | 8   | 2   | 5   | 39    |
| 15   | Earl Bamber           | Cadillac Racing           | SQ  | 10  | Rit | 7   | 13  | 4   | Rit | 6   | 38    |
| 16   | José María López      | Toyota Gazoo Racing       |     |     |     | 2   |     |     |     |     | 36    |
| 17   | Charles Milesi        | Alpine Endurance Team     | 7   | 13  | 9   | Rit | 12  | 5   | 7   | 9   | 30    |
| 18   | Paul-Loup Chatin      | Alpine Endurance Team     | 7   | 13  | 9   | Rit | 12  | 5*  |     | 4   | 29    |
| 19   | Philip Hanson         | Hertz Team Jota           | NC  | 11  | Rit | 9   | 7   | 10  | 6   | 7   | 28    |
| 19   | Jenson Button         | Hertz Team Jota           | NC  | 11  | Rit | 9   | 7   | 10  | 6   | 7   | 28    |
| 19   | Oliver Rasmussen      | Hertz Team Jota           | NC  | 11  | Rit | 9   | 7   | 10  | 6   | 7   | 28    |
| 20   | Alex Lynn             | Cadillac Racing           | SQ  | 10  | Rit | 7   | 13  | 4   | Rit | 6*  | 26    |
| 21   | Jules Gounon          | Alpine Endurance Team     |     | 13  | 9*  |     |     |     | 7   | 4   | 24    |
| 22   | Matthieu Vaxivière    | Alpine Endurance Team     | 11  | 16  | 12  | Rit | 10  | 9   | 3   | 9   | 21    |
| 22   | Mick Schumacher       | Alpine Endurance Team     | 11  | 16  | 12  | Rit | 10  | 9   | 3   | 9   | 21    |
| 23   | Nicolas Lapierre      | Alpine Endurance Team     | 11  | 16  | 12  | Rit | 10  | 9   | 3   |     | 18    |
| 24   | Julien Andlauer       | Proton Competition        | 9   | NC  | 5   | Rit | 15  | 11  | 11  | 12  | 13    |
| 24   | Neel Jani             | Proton Competition        | 9   | NC  | 5   | Rit | 15  | 11  | 11  | 12  | 13    |
| 25   | Sébastien Bourdais    | Cadillac Racing           | SQ  |     |     |     |     |     |     | 6   | 12    |
| 26   | Álex Palou            | Cadillac Racing           |     |     |     | 7   |     |     |     |     | 12    |
| 27   | Sheldon van der Linde | BMW M Team WRT            | 10  | 6   | 13  | Rit | 14  | 13  | Rit | Rit | 10    |
| 27   | René Rast             | BMW M Team WRT            | 10  | 6   | 13  | Rit | 14  | 13  | Rit | Rit | 10    |
| 27   | Robin Frijns          | BMW M Team WRT            | 10  | 6   | 13  | Rit | 14  | 13  | Rit | Rit | 10    |
| 28   | Paul di Resta         | Peugeot TotalEnergies     | 15  | 15  | 14  | 11  | 16  | Rit | 8   | Rit | 4     |
| 28   | Loïc Duval            | Peugeot TotalEnergies     | 15  | 15  | 14  | 11  | 16  | Rit | 8   | Rit | 4     |
| 29   | Stoffel Vandoorne     | Peugeot TotalEnergies     | 15  | 15  |     | 11  | 16  | Rit | 8   | Rit | 4     |
| 30   | Harry Tincknell       | Proton Competition        | 9   | NC  |     | Rit |     | 11  | 11  | 12  | 3     |
| 31   | Daniil Kvjat          | Lamborghini Iron Lynx     | 13  | 12  | Rit | 10  | 17  | 14  | Rit | Rit | 2     |
| 31   | Mirko Bortolotti      | Lamborghini Iron Lynx     | 13  | 12  | Rit | 10  | 17  | 14  | Rit | Rit | 2     |
| 32   | Edoardo Mortara       | Lamborghini Iron Lynx     | 13  | 12  |     | 10  | 17  | 14  | Rit | Rit | 2     |
| 33   | Carl Wattana Bennett  | Isotta Fraschini          | Rit | 17  | 15  | 13  | Rit |     |     |     | 0     |
| 33   | Jean-Karl Vernay      | Isotta Fraschini          | Rit | 17  | 15  | 13  | Rit |     |     |     | 0     |
| 33   | Antonio Serravalle    | Isotta Fraschini          | Rit | 17  | 15  | 13  | Rit |     |     |     | 0     |
| 34   | Andrea Caldarelli     | Lamborghini Iron Lynx     |     |     | Rit |     |     |     |     |     | 0     |
| Pos. | Pilota                | Team                      | QAT | IMO | SPA | LMS | SAP | COA | FUJ | BHR | Punti |

#### Classifica: LMGT3
| Pos. | Pilota                | Team                 | QAT | IMO | SPA | LMS | SAP | COA | FUJ | BHR | Punti |
| ---- | --------------------- | -------------------- | --- | --- | --- | --- | --- | --- | --- | --- | ----- |
| 1    | Klaus Bachler         | Manthey PureRxcing   | 1   | 3   | 2   | 10  | 1   | 2   | 2   | 9   | 139   |
| 1    | Joel Sturm            | Manthey PureRxcing   | 1   | 3   | 2   | 10  | 1   | 2   | 2   | 9   | 139   |
| 1    | Alex Malykhin         | Manthey PureRxcing   | 1   | 3   | 2   | 10  | 1   | 2   | 2   | 9   | 139   |
| 2    | Richard Lietz         | Manthey EMA          | 15  | 16  | 1   | 1   | 12  | 3   | 14  | 5   | 105   |
| 2    | Yasser Shahin         | Manthey EMA          | 15  | 16  | 1   | 1   | 12  | 3   | 14  | 5   | 105   |
| 2    | Morris Schuring       | Manthey EMA          | 15  | 16  | 1   | 1   | 12  | 3   | 14  | 5   | 105   |
| 3    | Simon Mann            | Vista AF Corse       | 7   | 4   | 13  | 5   | 6   | 10  | 6   | 1   | 97    |
| 3    | Alessio Rovera        | Vista AF Corse       | 7   | 4   | 13  | 5   | 6   | 10  | 6   | 1   | 97    |
| 3    | François Heriau       | Vista AF Corse       | 7   | 4   | 13  | 5   | 6   | 10  | 6   | 1   | 97    |
| 4    | Augusto Farfus        | Team WRT             | 6   | 1   | Rit | 2   | 10  | 5   | 10  | 13  | 85    |
| 4    | Sean Gelael           | Team WRT             | 6   | 1   | Rit | 2   | 10  | 5   | 10  | 13  | 85    |
| 4    | Darren Leung          | Team WRT             | 6   | 1   | Rit | 2   | 10  | 5   | 10  | 13  | 85    |
| 5    | Daniel Mancinelli     | Heart of Racing Team | 2   | 5   | 11  | Rit | 2   | 1   | 9   | 11  | 83    |
| 5    | Alex Riberas          | Heart of Racing Team | 2   | 5   | 11  | Rit | 2   | 1   | 9   | 11  | 83    |
| 5    | Ian James             | Heart of Racing Team | 2   | 5   | 11  | Rit | 2   | 1   | 9   | 11  | 83    |
| 6    | Valentino Rossi       | Team WRT             | 4   | 2   | Rit | Rit | 5   | NC  | 3   | 14  | 61    |
| 6    | Maxime Martin         | Team WRT             | 4   | 2   | Rit | Rit | 5   | NC  | 3   | 14  | 61    |
| 6    | Ahmad Al Harthy       | Team WRT             | 4   | 2   | Rit | Rit | 5   | NC  | 3   | 14  | 61    |
| 7    | Francesco Castellacci | Vista AF Corse       | 5   | 12  | 6   | Rit | 15  | Rit | 1   | 7   | 57    |
| 7    | Davide Rigon          | Vista AF Corse       | 5   | 12  | 6   | Rit | 15  | Rit | 1   | 7   | 57    |
| 7    | Thomas Flohr          | Vista AF Corse       | 5   | 12  | 6   | Rit | 15  | Rit | 1   | 7   | 57    |
| 8    | Michelle Gatting      | Iron Dames           | 8   | NC  | 5   | 4   | Rit | 13  | 5   | 10  | 54    |
| 8    | Sarah Bovy            | Iron Dames           | 8   | NC  | 5   | 4   | Rit | 13  | 5   | 10  | 54    |
| 9    | Nicolas Costa         | United Autosports    | 14  | 11  | 4   | Rit | 4   | 4   | 8   | 6   | 52    |
| 9    | Grégoire Saucy        | United Autosports    | 14  | 11  | 4   | Rit | 4   | 4   | 8   | 6   | 52    |
| 9    | James Cottingham      | United Autosports    | 14  | 11  | 4   | Rit | 4   | 4   | 8   | 6   | 52    |
| 10   | Rui Andrade           | TF Sport             | Rit | 7   | Rit | 12  | 8   | Rit | 4   | 2   | 50    |
| 10   | Charlie Eastwood      | TF Sport             | Rit | 7   | Rit | 12  | 8   | Rit | 4   | 2   | 50    |
| 10   | Tom van Rompuy        | TF Sport             | Rit | 7   | Rit | 12  | 8   | Rit | 4   | 2   | 50    |
| 11   | Erwan Bastard         | D'Station Racing     | 3   | 10  | 7   | 7   | 9   | Rit | 7   | 12  | 50    |
| 11   | Marco Sørensen        | D'Station Racing     | 3   | 10  | 7   | 7   | 9   | Rit | 7   | 12  | 50    |
| 12   | Rahel Frey            | Iron Dames           |     |     | 5   | 4   | Rit | 13  | 5   | 10  | 48    |
| 13   | Clément Mateu         | D'Station Racing     | 3   | 10  | 7   |     | 9   | Rit | 7   | 12  | 38    |
| 14   | Sébastien Baud        | TF Sport             | 10  | 8   | 12  | 9   | Rit | 8   | Rit | 3   | 37    |
| 14   | Daniel Juncadella     | TF Sport             | 10  | 8   | 12  | 9   | Rit | 8   | Rit | 3   | 37    |
| 14   | Hiroshi Koizumi       | TF Sport             | 10  | 8   | 12  | 9   | Rit | 8   | Rit | 3   | 37    |
| 15   | Dennis Olsen          | Proton Competition   | 9   | Rit | 8   | 3   | 13  | NC  | 16  | Rit | 37    |
| 16   | Mikkel O. Pedersen    | Proton Competition   | 9   | Rit | 8   | 3   | 13  | NC  | 16  |     | 37    |
| 17   | Giorgio Roda          | Proton Competition   | 9   | Rit | 8   | 3   |     |     |     | Rit | 37    |
| 18   | Nico Pino             | United Autosports    | 13  | 6   | Rit | Rit | 3   | 7   | 17  | 8   | 36    |
| 18   | Marino Sato           | United Autosports    | 13  | 6   | Rit | Rit | 3   | 7   | 17  | 8   | 36    |
| 18   | Josh Caygill          | United Autosports    | 13  | 6   | Rit |     | 3   | 7   | 17  | 8   | 36    |
| 19   | Matteo Cressoni       | Iron Lynx            | 12  | 13  | 3   | 13  | 14  | 12  | 13  | 4   | 33    |
| 19   | Claudio Schiavoni     | Iron Lynx            | 12  | 13  | 3   | 13  | 14  | 12  | 13  | 4   | 33    |
| 20   | Arnold Robin          | Akkodis ASP Team     | Rit | 14  | 10  | 6   | NC  | 9   | 11  | Rit | 19    |
| 21   | Matteo Cairoli        | Iron Lynx            |     |     |     |     |     |     |     | 4   | 18    |
| 22   | Ben Barker            | Proton Competition   | 11  | 9   | 9   | 14  | 7   | 6   | 15  | Rit | 18    |
| 22   | Zacharie Robichon     | Proton Competition   | 11  | 9   | 9   | 14  | 7   | 6   | 15  | Rit | 18    |
| 22   | Ryan Hardwick         | Proton Competition   | 11  | 9   | 9   | 14  | 7   | 6   | 15  | Rit | 18    |
| 23   | Kelvin van der Linde  | Akkodis ASP Team     | Rit | 14  |     | 6   | NC  | 9   | 11  | Rit | 18    |
| 24   | Timur Boguslavskiy    | Akkodis ASP Team     | Rit | 14  |     | 6   |     |     |     |     | 16    |
| 25   | Franck Perera         | Iron Lynx            | 12  | 13  | 3   | 13  | 14  | 12  | 13  |     | 15    |
| 26   | Satoshi Hoshino       | D'Station Racing     |     |     |     | 7   |     |     |     |     | 12    |
| 27   | Esteban Masson        | Akkodis ASP Team     | 16  | 15  | 14  | 8   | 11  | 11  | 12  | Rit | 8     |
| 27   | Takeshi Kimura        | Akkodis ASP Team     | 16  | 15  | 14  | 8   | 11  | 11  | 12  | Rit | 8     |
| 28   | Jack Hawksworth       | Akkodis ASP Team     |     |     |     | 8   |     |     |     |     | 8     |
| 29   | Doriane Pin           | Iron Dames           | 8   | NC  |     |     |     |     |     |     | 6     |
| 30   | Clemens Schmid        | Akkodis ASP Team     |     |     | 10  |     | NC  | 9   | 11  |     | 3     |
| 31   | Ritomo Miyata         | Akkodis ASP Team     |     |     | 10  |     |     |     |     |     | 1     |
| 32   | José María López      | Akkodis ASP Team     | 16  | 15  | 14  |     | 11  | 11  | 12  | Rit | 0     |
| 33   | Christian Ried        | Proton Competition   |     |     |     |     | 13  |     | 16  |     | 0     |
| 34   | Hiroshi Hamaguchi     | United Autosports    |     |     |     | Rit |     |     |     |     | 0     |
| 35   | Ben Keating           | Proton Competition   |     |     |     |     |     | Rit |     |     | 0     |
| 36   | Giammarco Levorato    | Proton Competition   |     |     |     |     |     |     |     | Rit | 0     |
| 37   | Conrad Laursen        | Akkodis ASP Team     |     |     |     |     |     |     |     | Rit | 0     |
| Pos. | Pilota                | Team                 | QAT | IMO | SPA | LMS | SAP | COA | FUJ | BHR | Punti |

### Classifica Costruttori e Team

#### Classifica: Hypercar
I punti vengono assegnati solo alla vettura con il miglior piazzamento di ogni produttore. Non contano i team privati.
| Pos. | Costruttori      | Vettura                       | QAT | IMO | SPA | LMS | SAP | COA | FUJ | BHR | Punti |
| ---- | ---------------- | ----------------------------- | --- | --- | --- | --- | --- | --- | --- | --- | ----- |
| 1    | Toyota           | Toyota GR010 Hybrid           | 3   | 1   | 4   | 2   | 1   | 1   | 8   | 1   | 190   |
| 2    | Porsche          | Porsche 963                   | 1   | 2   | 1   | 4   | 2   | 5   | 1   | 2   | 188   |
| 3    | Ferrari          | Ferrari 499P                  | 4   | 4   | 2   | 1   | 5   | 2   | 7   | 9   | 177   |
| 4    | Alpine           | Alpine A424                   | 5   | 11  | 6   | Rit | 9   | 4   | 3   | 4   | 70    |
| 5    | BMW              | BMW M Hybrid V8               | 7   | 6   | 8   | Rit | 8   | 7   | 2   | 5   | 64    |
| 6    | Peugeot          | Peugeot 9X8                   | 12  | 8   | 7   | 9   | 7   | 9   | 4   | 3   | 57    |
| 7    | Cadillac         | Cadillac V-LMDh               | SQ  | 9   | Rit | 7   | 11  | 3   | Rit | 6   | 42    |
| 8    | Lamborghini      | Lamborghini SC63              | 10  | 10  | Rit | 8   | 14  | 11  | Rit | Rit | 11    |
| 9    | Isotta Fraschini | Isotta Fraschini Tipo 6 LMH-C | Rit | 14  | 12  | 11  | Rit |     |     |     | 0     |
| Pos. | Costruttori      | Vettura                       | QAT | IMO | SPA | LMS | SAP | COA | FUJ | BHR | Punti |

#### FIA World Cup per le squadre Hypercar
Dedicato alle squadre private della classe Hypercar.
| Pos. | #  | Team               | Vettura      | QAT | IMO | SPA | LMS | SAP | COA | FUJ | BHR | Punti |
| ---- | -- | ------------------ | ------------ | --- | --- | --- | --- | --- | --- | --- | --- | ----- |
| 1    | 12 | Hertz Team Jota    | Porsche 963  | 1   | 3   | 1   | 1   | 4   | NC  | 1   | 4   | 183   |
| 2    | 38 | Hertz Team Jota    | Porsche 963  | NC  | 2   | Rit | 2   | 1   | 2   | 2   | 1   | 153   |
| 3    | 83 | AF Corse           | Ferrari 499P | 2   | 1   | 3   | Rit | 2   | 1   | 4   | 2   | 149   |
| 4    | 99 | Proton Competition | Porsche 963  | 3   | NC  | 2   | 3   | 3   | 3   | 3   | 3   | 139   |
| Pos. | #  | Team               | Vettura      | QAT | IMO | SPA | LMS | SAP | COA | FUJ | BHR | Punti |

#### FIA Endurance Trophy per le squadre LMGT3
| Pos. | #   | Team                 | Vettura                       | QAT | IMO | SPA | LMS | SAP | COA | FUJ | BHR | Punti |
| ---- | --- | -------------------- | ----------------------------- | --- | --- | --- | --- | --- | --- | --- | --- | ----- |
| 1    | 92  | Manthey PureRxcing   | Porsche 911 GT3 R (992)       | 1   | 3   | 2   | 10  | 1   | 2   | 2   | 9   | 139   |
| 2    | 91  | Manthey EMA          | Porsche 911 GT3 R (992)       | 15  | 16  | 1   | 1   | 12  | 3   | 14  | 5   | 105   |
| 3    | 55  | Vista AF Corse       | Ferrari 296 GT3               | 7   | 4   | 13  | 5   | 6   | 10  | 6   | 1   | 97    |
| 4    | 31  | Team WRT             | BMW M4 GT3                    | 6   | 1   | Rit | 2   | 10  | 5   | 10  | 13  | 85    |
| 5    | 27  | Heart of Racing Team | Aston Martin Vantage GT3 Evo  | 2   | 5   | 11  | Rit | 2   | 1   | 9   | 11  | 83    |
| 6    | 46  | Team WRT             | BMW M4 GT3                    | 4   | 2   | Rit | Rit | 5   | NC  | 3   | 14  | 61    |
| 7    | 54  | Vista AF Corse       | Ferrari 296 GT3               | 5   | 12  | 6   | Rit | 15  | Rit | 1   | 7   | 57    |
| 8    | 85  | Iron Dames           | Lamborghini Huracán GT3 Evo 2 | 8   | NC  | 5   | 4   | Rit | 13  | 5   | 10  | 54    |
| 9    | 59  | United Autosports    | McLaren 720S GT3 Evo          | 14  | 11  | 4   | Rit | 4   | 4   | 8   | 6   | 52    |
| 10   | 81  | TF Sport             | Chevrolet Corvette Z06 GT3.R  | Rit | 7   | Rit | 11  | 8   | Rit | 4   | 2   | 50    |
| 11   | 777 | D'Station Racing     | Aston Martin Vantage GT3 Evo  | 3   | 10  | 7   | 7   | 9   | Rit | 7   | 12  | 50    |
| 12   | 82  | TF Sport             | Chevrolet Corvette Z06 GT3.R  | 10  | 8   | 12  | 9   | Rit | 8   | Rit | 3   | 37    |
| 13   | 88  | Proton Competition   | Ford Mustang GT3              | 9   | Rit | 8   | 3   | 13  | NC  | 16  | Rit | 37    |
| 14   | 95  | United Autosports    | McLaren 720S GT3 Evo          | 13  | 6   | Rit | Rit | 3   | 7   | 17  | 8   | 36    |
| 15   | 60  | Iron Lynx            | Lamborghini Huracán GT3 Evo 2 | 12  | 13  | 3   | 12  | 14  | 12  | 13  | 4   | 33    |
| 16   | 78  | Akkodis ASP Team     | Lexus RC F GT3                | Rit | 14  | 10  | 6   | NP  | 9   | 11  | Rit | 19    |
| 17   | 77  | Proton Competition   | Ford Mustang GT3              | 11  | 9   | 9   | 13  | 7   | 6   | 15  | Rit | 18    |
| 18   | 87  | Akkodis ASP Team     | Lexus RC F GT3                | 16  | 15  | 14  | 8   | 11  | 11  | 12  | Rit | 8     |
| Pos. | #   | Team                 | Vettura                       | QAT | IMO | SPA | LMS | SAP | COA | FUJ | BHR | Punti |

### Annotazioni
1. ↑  Malykhin è bielorusso, ma gareggia con licenza kittitiana poiché gli emblemi nazionali bielorussi sono stati vietati dalla FIA in seguito all'invasione russa dell'Ucraina.
2. ↑  Decisa dalla Hyperpole
3. ↑  Tutte le corse ad esclusione della 1812 km del Qatar e la 24 Ore di Le Mans
4. ↑  La 1812 km del Qatar è una corsa di 10 ore, ma è stato scelta questa tipologia di punteggio
5. ↑  Solo la 24 Ore di Le Mans